# Brzezińskie Holendry
Brzezińskie Holendry ([bʐɛˈʑiɲskʲɛ xɔˈlɛndrɨ]) (deutsch: Briesener Holland) ist ein Teil der Landgemeinde Krzymów im Powiat Koniński der Woiwodschaft Großpolen in Polen. Am 8. März 2011 zählte man 350 Einwohner.

## Lage
Der Ort liegt etwa 5 km südöstlich von Konin. Zur Landesstraße 266 nach Norden sind es ca. 2 km und nach Süden zur Autobahn A2 etwa 6 km. Nach Włocławek im Nordosten sind es 60 km Luftlinie.

## Geschichte
Begründet wurde der Ort in der Mitte des 18. Jahrhunderts auf dem Gebiet des Gutes Brzezno. Einige Jahrzehnte später zogen  deutschstämmige Kolonisten evangelischen Bekenntnisses zu. Sie waren meist der Generationsüberschuss aus den umliegenden Bruchdörfern, ihre Vorfahren mehrheitlich aus der Neumark (Landsberg und Driesen) und dem Netzegau zugezogen. Man besuchte ab 1770 die evangelische Kirche in Władysławów (Rosterschütz), Eintragungen findet man jedoch auch in Konin, Turek, Zagorów und Żychlin.
Im Posener Land stieg ab 1800 die Einwohnerzahl auch durch Zuzug aus dem Deutschen Reich schnell an, und 1815 begann eine Auswanderungswelle nach Bessarabien. Ab 1830 fanden weitere große Abwanderungen statt; zunächst in nähere Regionen durch Dorfgründungen, dann in Richtung Süden Kalisch/Lodzer Raum, 1860 nach Osten nach Wolhynien, 1870 ins Lubliner Land, und 1880 sind schon die ersten Amerika- und Kanada-Auswanderer unter ihnen.